# Arthur Morin

Arthur Jules Morin

Arthur Jules Morin (ur. 19 października 1795 w Paryżu, zm. 7 lutego 1880) – francuski generał i fizyk. Autor licznych prac z zakresu mechaniki eksperymentalnej oraz wynalazca aparatu do badania spadania ciał.
Ukończył Lycée Louis-le-Grand, a następnie École Polytechnique. Następnie został profesorem wojskowej szkoły École d’application de l’artillerie et du génie w Metz, następnie, w r. 1939, w Conservatoire National des Arts et Métiers. Został wybrany członkiem Francuskiej Akademii Nauk w 1843. Prowadził prace naukowe z dziedziny inżynierii mechanicznej. Badał zjawisko tarcia i wpływ jego intensywności na maszyny. Badał wydajność turbin. Wynalazł maszynę do badania swobodnego spadku ciał, a także dynamometr Morina.

## Hołd
Jego nazwisko pojawiło się na liście 72 nazwisk na wieży Eiffla.